# Arborloo
Vous lisez un « bon article » labellisé en 2009.

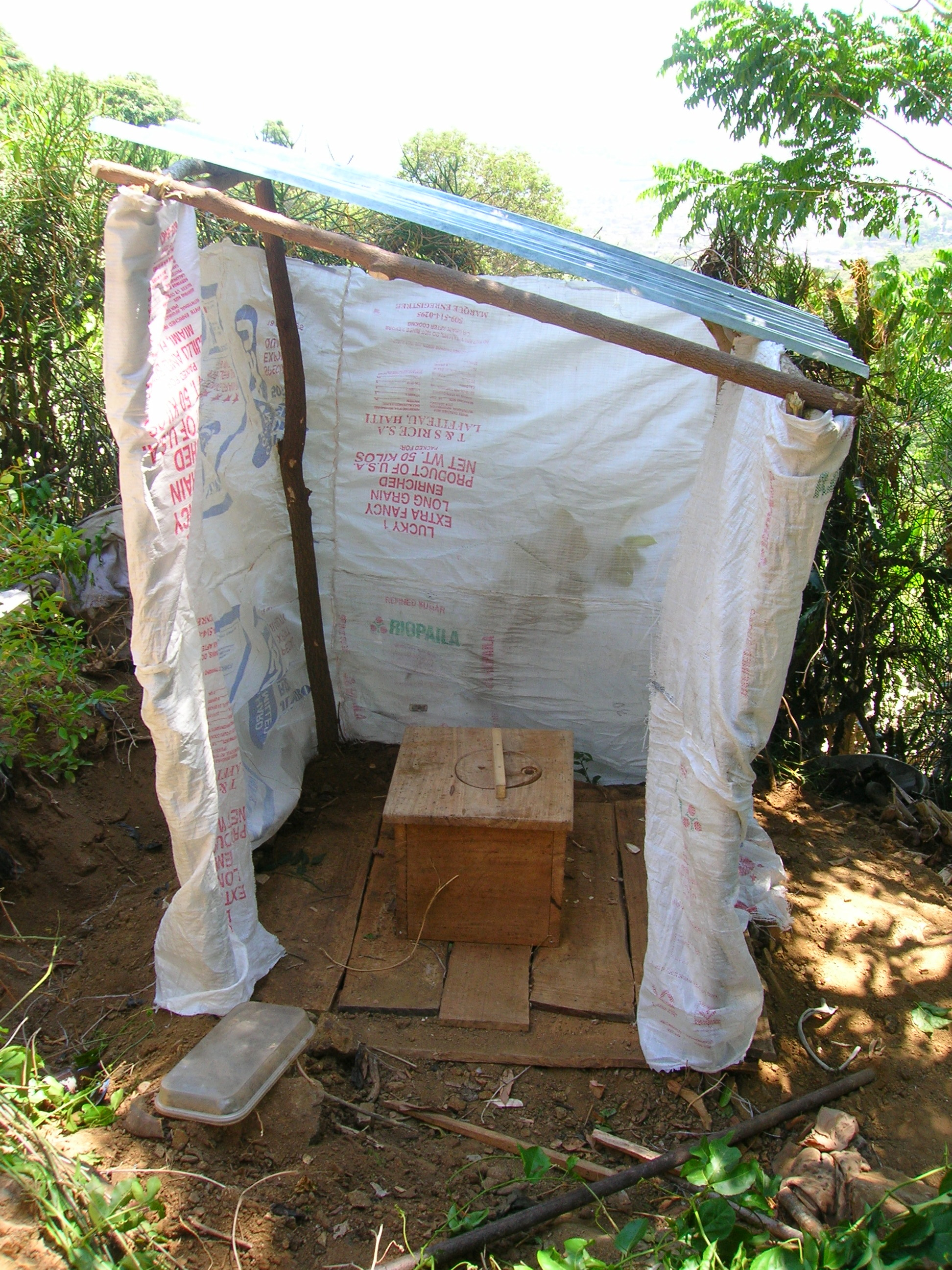
Un Arborloo à Cap-Haïtien, Haïti.

L’Arborloo est une toilette simple et écologique constituée d'une petite fosse surmontée d'un plancher ou d'une dalle, et d'une superstructure simple. Après remplissage, les excréments compostés sont exploités directement sur place comme engrais grâce à la plantation d'un arbre sur le site. Davantage destiné aux pays chauds et aux zones rurales, ce dispositif connait un certain succès en Afrique australe et notamment au Zimbabwe, où il a été inventé dans les années 1990, et se retrouve dans d'autres pays d'Afrique de l'Est et des Caraïbes.
On l'appelle parfois « toilette à compost à fosse unique » (single pit composting toilet) ou « latrine mobile à fosse unique » (single pit walking latrine).

## Histoire et répartition
L'idée de l'Arborloo existait sous d'autres formes avant son invention « formelle » : en Afrique de l'Est, il était déjà habituel dans certaines régions de planter un arbre sur une latrine pleine, mais l'arbre ne pouvait pas tirer parti efficacement des nutriments en raison de la profondeur des fosses. Au début des années 1980, l'INPA au Brésil expérimentait la possibilité de toilettes à fosse peu profonde, avec une superstructure amovible à la manière d'un palanquin, appelées Fossas migratórias. Un arbre était planté entre plusieurs fosses rapprochées, afin que ses racines puissent bénéficier des nutriments. On attribue cependant la création, ou du moins la formalisation du concept de l'Arborloo à Peter Morgan, qui est également à l'origine des toilettes Blair, des toilettes fossa alterna et du skyloo. Le concept apparait au Zimbabwe à la fin des années 1990, en combinant les principes de l'assainissement écologique avec les latrines à fosse simple, déjà répandues dans cette région.
Le nom est une combinaison de « arbor » (arbre en latin) et de « loo » (nom familier des toilettes en anglais). La simplicité, le faible prix et les avantages tant sanitaires qu'économiques de ces toilettes (voir plus bas) ont entraîné leur essai dans d'autres pays africains à l'initiative d'ONG, et leur adoption progressive dans les zones rurales. Le concept a ainsi été « exporté » en Éthiopie par le Secours catholique en 2005. L'Arborloo est promu par des ONG tant locales qu'internationales (notamment WaterAid), en utilisant des campagnes de publicité, le bouche à oreille et des modèles de démonstration, notamment pour dissiper les doutes liés aux formes plus classiques d'assainissement écologique. Début 2008, on estimait que 15 000 toilettes Arborloo et fossa alterna étaient construites en Éthiopie, 14 000 au Malawi, 2 000 au Zimbabwe et 1 000 au Mozambique. Leur coût unitaire était compris entre 5 et 20 $. D'autres pays expérimentent le concept comme le Kenya et Haïti.

## Fonctionnement
L'Arborloo est un modèle de toilettes parmi les plus simples, et souvent encore plus simple et moins cher que les latrines à fosse simple. L'Arborloo se compose d'une fosse de faible profondeur, éventuellement munie d'un cuvelage (protection des flancs), surmontée d'une plate-forme ou d'une dalle, et d'une superstructure assurant le confort et l'intimité. Le fond de la fosse est tapissé de feuilles avant la première utilisation. L'usager ajoute un peu de matière organique après chaque utilisation afin de générer du compost : il peut ajouter de la terre avec un peu de cendres, et de temps en temps quelques feuilles. En plus de faciliter le compostage, la terre et les cendres réduisent considérablement la présence de mouches et d'odeurs.
Une fois la fosse quasiment remplie, la plate-forme et la superstructure sont déplacées sur une nouvelle fosse, tandis que l'autre est comblée avec de la terre. Un arbre y est alors planté, fruitier autant que possible, de façon à utiliser cet engrais. L'opération est répétée à chaque fois que la fosse est pleine, d'où l'expression de « latrine mobile ». Selon le climat, l'arbre peut être planté au début de la saison des pluies, pour favoriser un compost de meilleure qualité. Les nutriments présents dans la fosse aident la croissance de l'arbre, et celui-ci consolide le sol tout en fournissant fruits et bois. L'Arborloo a ainsi été conçu pour les zones rurales pauvres.
Les risques sanitaires et environnementaux sont considérés comme très faibles : à moins que la nappe phréatique ne soit particulièrement haute, la faible profondeur de la fosse (75 cm à 1,5 m) empêche les pathogènes de polluer l'eau souterraine. D'autre part, il n'y a pas de contact entre l'usager et les excréments, puisque le compost ainsi produit n'a pas besoin d'être manipulé (contrairement à d'autres types de toilettes à compost). L'ajout de matières organiques et de terre permet une bonne prédation des pathogènes durant le compostage.

L'Arborloo après environ un an et demi d'utilisation : sur la première fosse (à gauche), un arbre a déjà porté des fruits ; un jeune arbre grandit sur la deuxième ; la troisième est en cours d'utilisation ; une quatrième est déjà creusée, et la superstructure y sera déplacée quand la troisième sera pleine.

## Construction

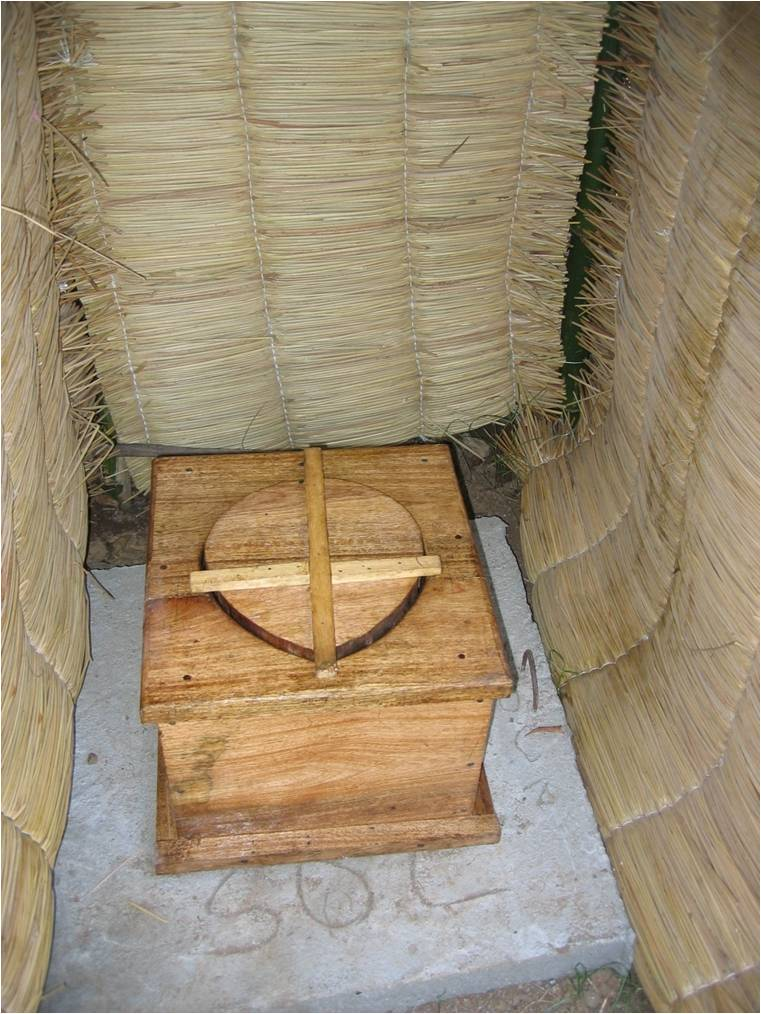
Vue de l'intérieur d'un Arborloo avec une dalle en béton transportable, un siège en bois et des parois en paille.

L'Arborloo impose d'avoir assez de place disponible, puisqu'une nouvelle fosse est creusée tous les six mois environ dans le cadre d'une utilisation familiale.
La construction de l'Arborloo a été très développée dans les ouvrages de Peter Morgan, notamment Toilets that make compost: Low-cost, sanitary toilets that produce valuable compost for crops in an African context ; les pratiques varient selon les pays, de façon à s'adapter aux usages locaux.
La construction se fait de différentes façons suivant le type de sol et la qualité désirée. Si le sol est suffisamment stable, la fosse n'a pas besoin de cuvelage : il suffit de creuser une petite fosse, et de faire reposer la dalle ou la plate-forme dessus. En revanche, si le sol est instable, le risque d'effondrement de la fosse est réel et un renforcement minimal est nécessaire. Le cuvelage peut être réalisé avec un anneau en béton prémoulé, mis directement en place pendant le creusement ; si le sol n'est pas trop instable, un revêtement de briques ou de pierres avec du mortier est envisageable. Ce revêtement peut ne s'étendre que sur 20 à 30 cm en profondeur, afin de stabiliser uniquement le sommet de la fosse.
La fosse a généralement des dimensions réduites, afin de faciliter le creusement et de réduire le coût : les dimensions correspondent généralement aux racines de l'arbre qui sera planté ensuite. Le plus courant est d'avoir une fosse circulaire (plus facile à creuser) d'environ 80 cm de diamètre, pour une profondeur allant de 70 cm à 1,5 m, plus couramment 1 à 1,2 m. Le volume utilisable varie ainsi de 300 à 700 litres, soit une durée d'utilisation de 4 à 9 mois pour une famille moyenne. Le fond de la fosse est laissé sans revêtement afin de permettre l'infiltration de l'urine ; quelques feuilles d'arbre sont simplement placées au fond pour démarrer le processus de compostage.
Au-dessus de la fosse est placée la dalle. Selon les moyens, il peut s'agir d'une dalle en béton ou d'une plate-forme en bois. Pour une dalle en béton, il existe deux méthodes consistant soit à réaliser une dalle plate en béton armé, généralement de 10 cm d'épaisseur, soit une dalle en forme de dôme, moins épaisse (5 cm d'épaisseur au milieu) et non armée, puisque travaillant en compression. Dans un cas comme dans l'autre, un trou est percé au milieu et, selon les habitudes de défécation, on peut trouver soit un siège en béton ou en bois, soit des endroits surélevés où mettre les pieds pour faciliter la position accroupie. Une plate-forme en bois est plus rudimentaire, et peut être constituée d'un assemblage de planches, avec un simple trou ou un siège. La terre extraite de la fosse peut servir à maintenir et consolider la dalle, et à éviter que le ruissellement de l'eau de pluie ne rentre dans la fosse. Dans certains endroits, des dalles plus réduites pour enfants ont été construites.
La superstructure assure l'intimité de l'usager, ainsi qu'une protection contre le vent, la pluie, le soleil. Les superstructures varient énormément selon les pays, d'une part car elles dépendent des pratiques de construction locales, d'autre part car l'Arborloo a surtout été développé dans les zones rurales pauvres, et en utilisant des matériaux locaux. On trouve ainsi des superstructures en paille, en bambou, en sacs de riz, parfois couvertes d'un toit en tôle, voire formant une petite cabane en bois, parfois carrée et munie d'une porte, ou en spirale. L'intérieur est doté des ustensiles habituels des toilettes (matériaux de nettoyage anal, ustensiles de nettoyage, seau et savon pour se laver les mains, etc.). Puisque la superstructure est appelée à être déplacée régulièrement, elle doit être légère.

Construction d'un Arborloo à Cap-Haïtien, Haïti
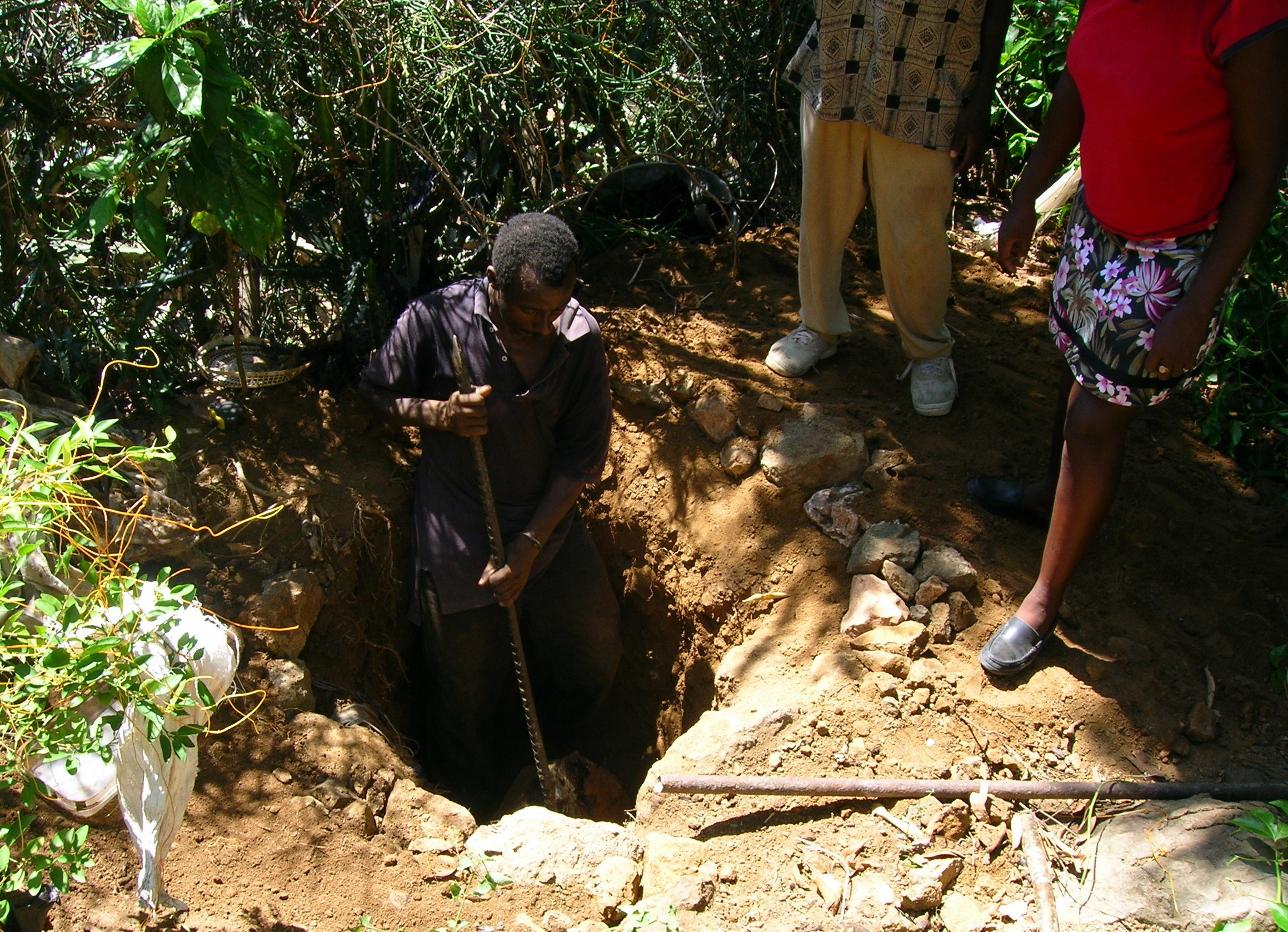
Creusement de la fosse.
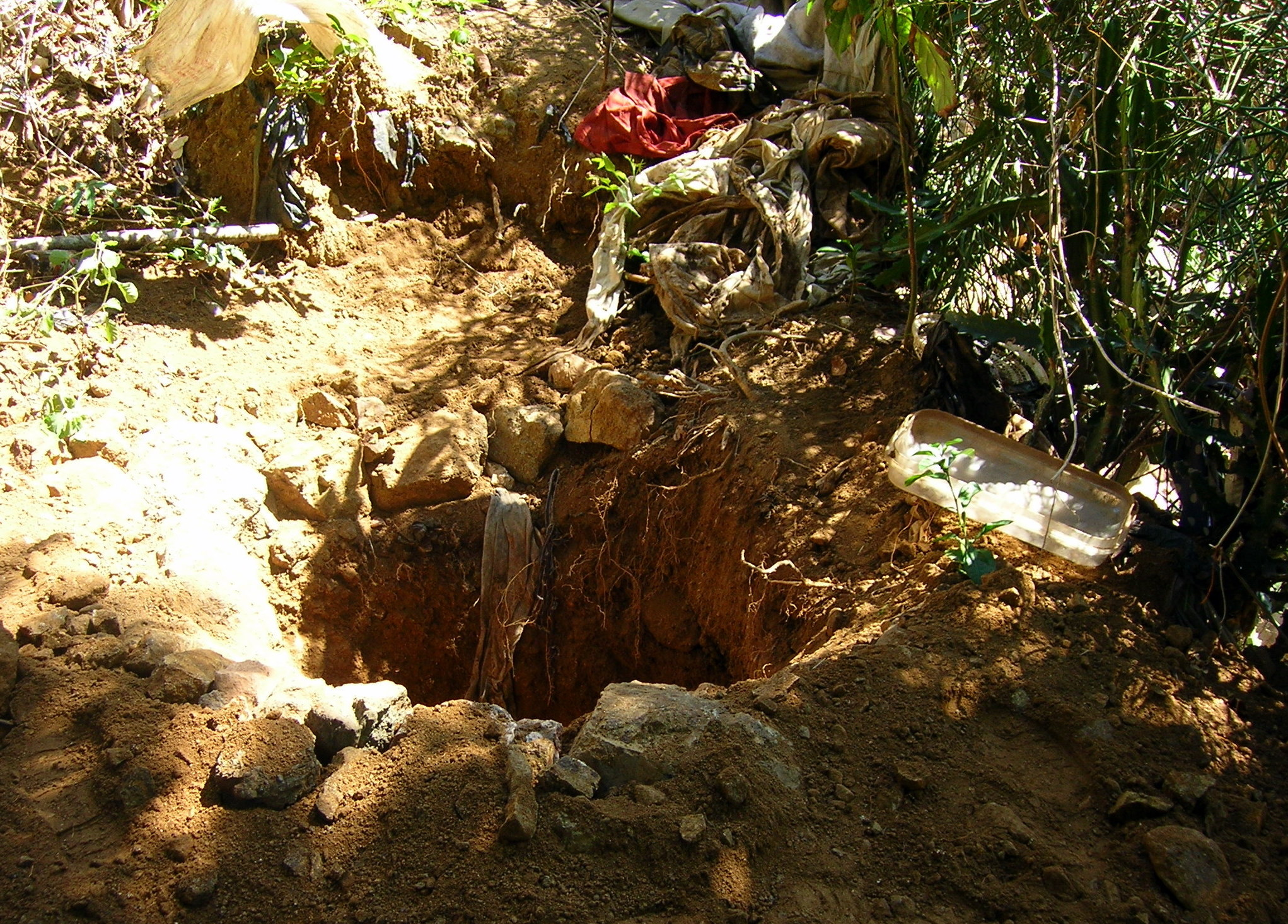
Protection rudimentaire du sommet.
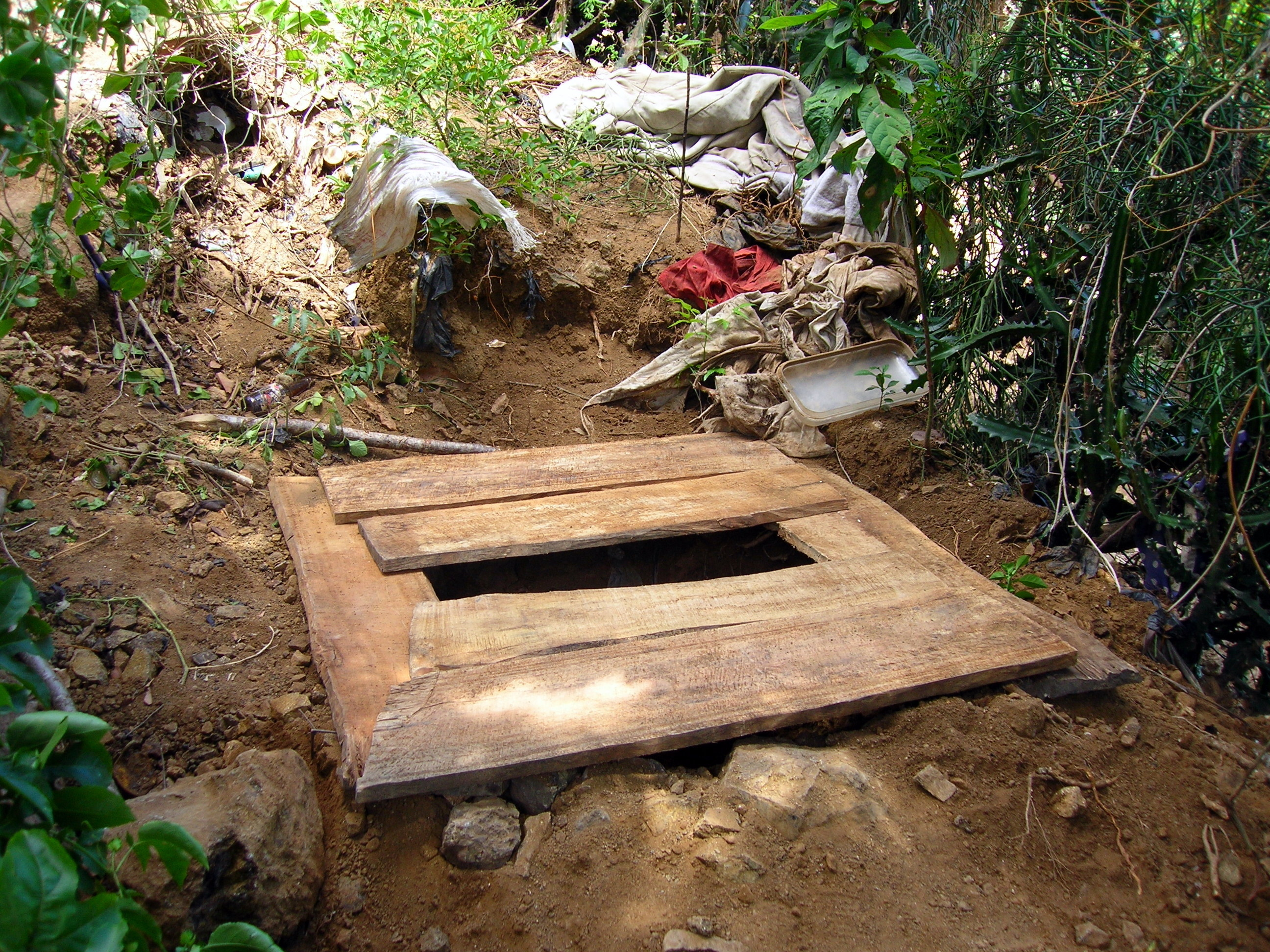
Plate-forme légère en planches de bois.
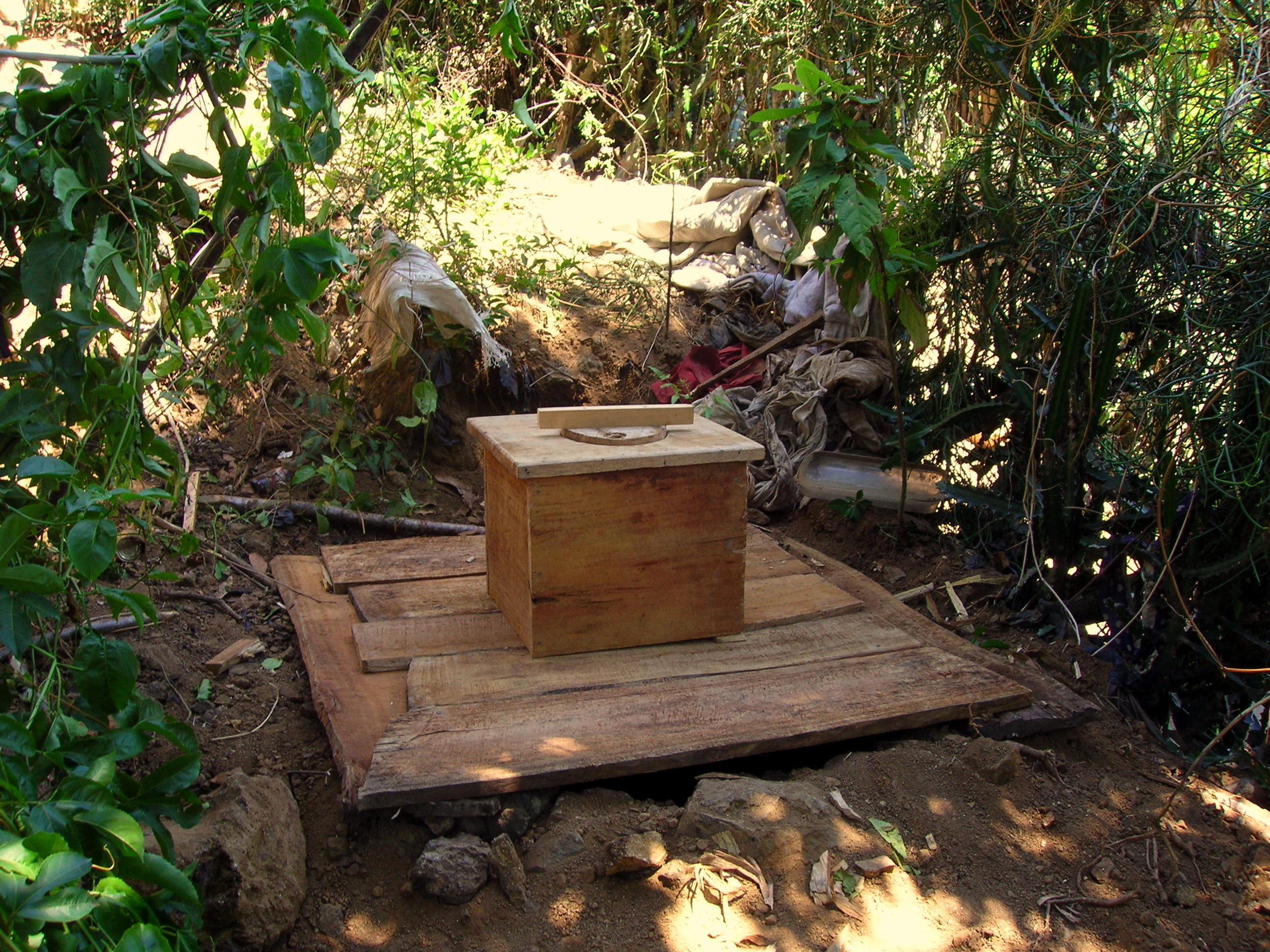
Siège en bois avec couvercle.
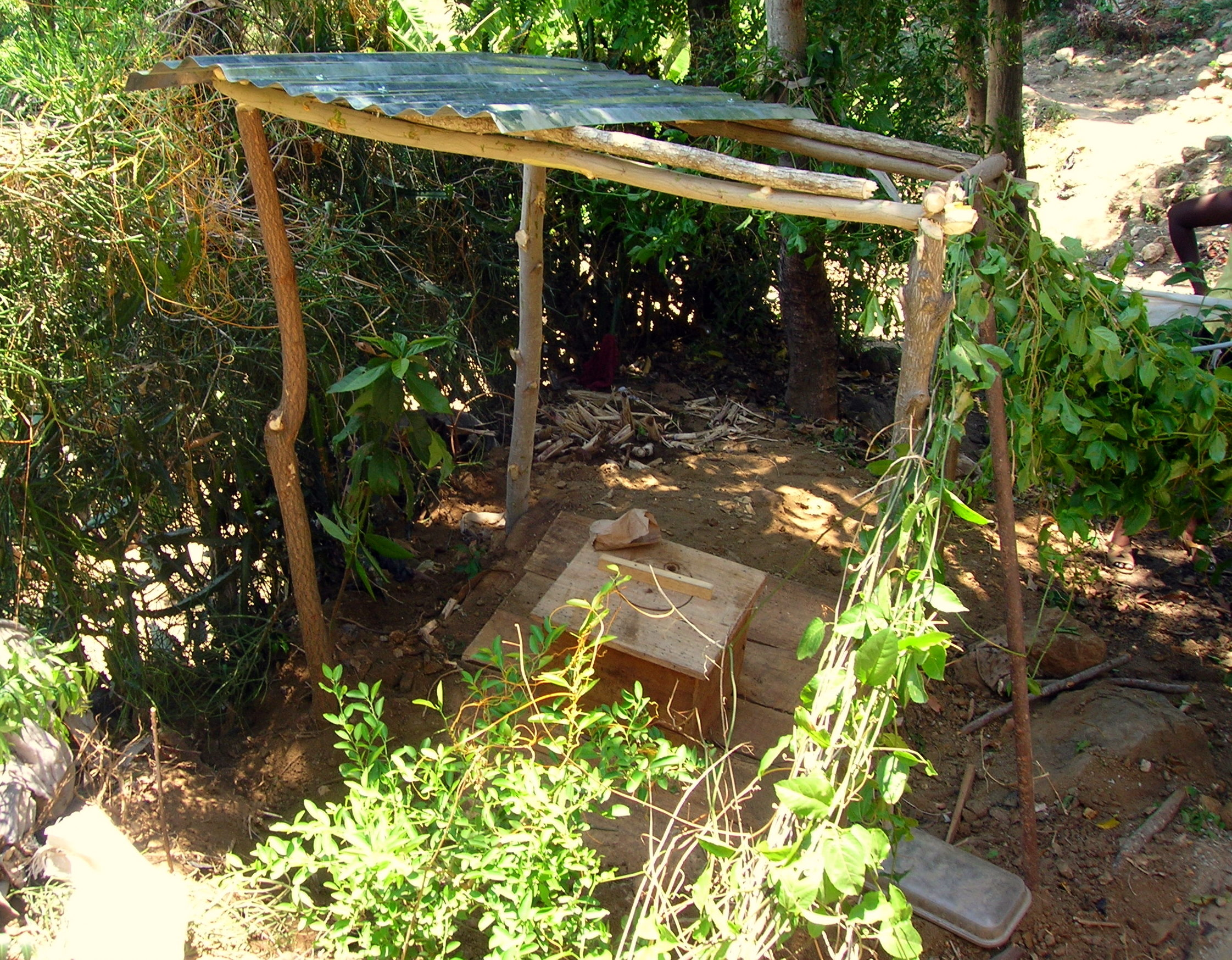
Superstructure en bois et en tôles (la photo en introduction montre cet Arborloo terminé).

## Utilisation

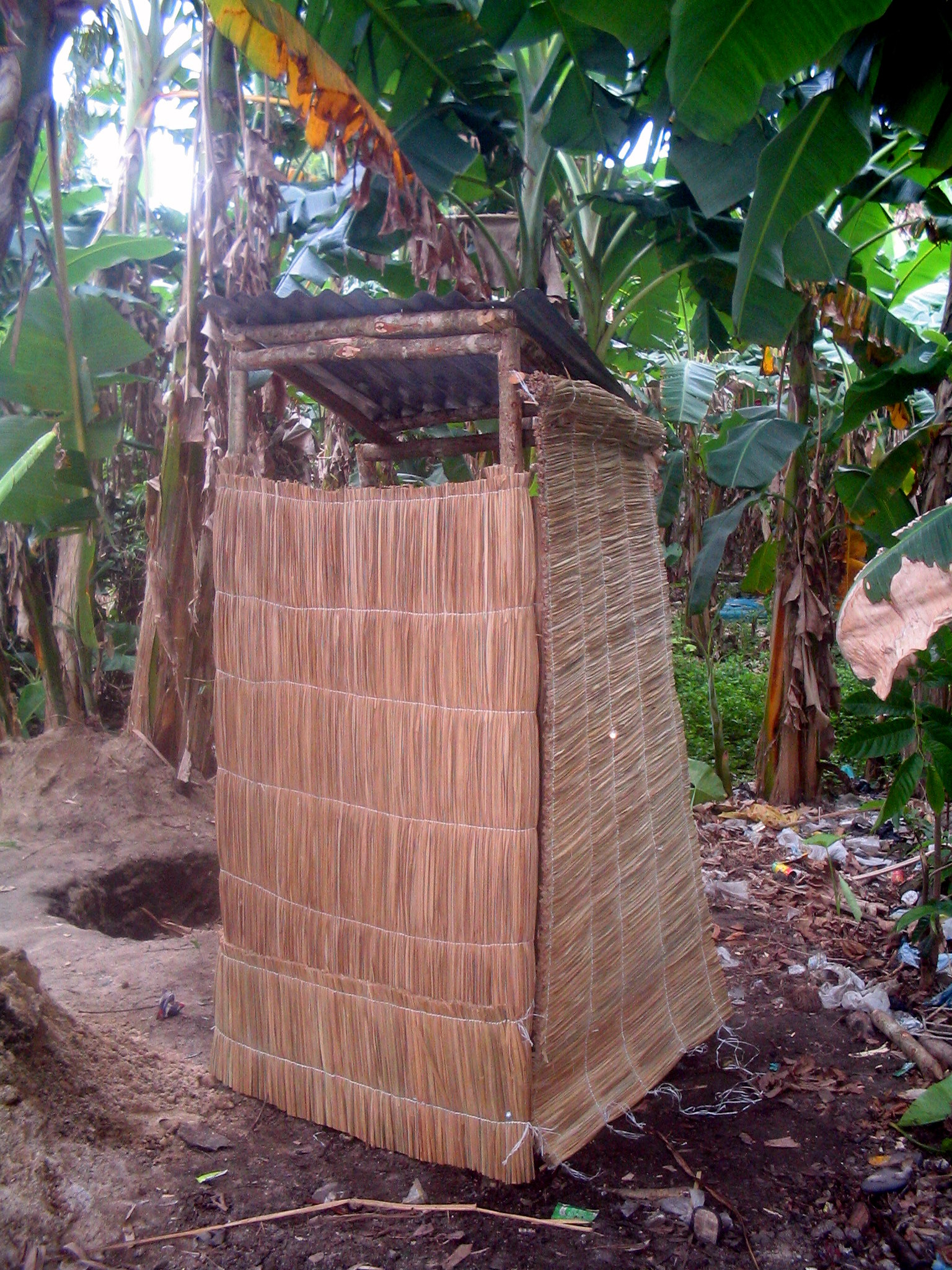
Une superstructure d'Arborloo facilement déplaçable.

Comme pour toute toilette à compost, il faut ajouter des matériaux pour accélérer et améliorer le processus de compostage. Après chaque selle (mais pas après chaque miction), il faut ajouter une poignée de terre et si possible de cendres, qui vont couvrir les excréments et limiter les odeurs. Quelques feuilles d'arbre peuvent être ajoutées périodiquement. En revanche, aucun détritus ne peut y être mis. Quand le contenu arrive à environ 15 cm du haut de la fosse, la dalle et la superstructure sont déplacées sur une nouvelle fosse. La fosse est comblée avec de la terre.
Le contenu de la fosse peut être utilisé de différentes manières. Il est possible de planter un arbre au début de la saison des pluies : le contenu de la fosse se sera déjà bien transformé en compost, il n'y aura pas besoin d'arroser l'arbre. Il est aussi possible de planter l'arbre juste après avoir comblé la fosse, mais dans ce cas il faudra éventuellement l'arroser. La dernière méthode est d'attendre que le contenu soit entièrement composté, soit six mois à un an, et de le déterrer pour l'épandre sur des champs. Cette dernière méthode se rapproche de la fossa alterna et des autres toilettes à compost.
L'espèce d'arbre à planter dépend de l'utilisation souhaitée ; il s'agit fréquemment d'arbres fruitiers, afin de générer une source d'alimentation et/ou de revenus pour les usagers. Peter Morgan rapporte de bonnes expériences avec des mûriers, des bananiers, des avocatiers, des goyaviers, des papayers et des manguiers. Parmi les autres arbres essayés avec succès, on peut noter les eucalyptus et les arbres à agrumes, ainsi que les fruits de la passion qui poussent très vite. Un jeune arbuste (moins d'un mètre de hauteur) est planté et protégé des animaux, jusqu'à maturation. Il est possible, voire souhaitable, d'ajouter du compost dans la couche arable ; les arbres friands d'azote comme les bananiers peuvent bénéficier d'un apport hebdomadaire d'urine diluée, notamment si des toilettes à diversion d'urine sont installées dans les environs. En Éthiopie, on trouve parfois des citrouilles à la place d'arbres fruitiers, ainsi que des tomates au Zimbabwe ; dans les deux cas, l'apport de la fosse était clairement visible. Pour le maïs et le tabac, on recommande habituellement d'utiliser une fossa alterna ou des toilettes à compost plus classiques, pour pouvoir épandre le compost sur les plantations.
L'Arborloo a surtout été testé dans des climats tropicaux à tempérés, avec quelques essais en zones semi-arides en Éthiopie. Les besoins en eau des arbres fruitiers empêchent leur plantation dans des zones trop arides. Cependant la présence de compost permet d'être moins exigeant sur la qualité du sol, et même des sols très sableux permettent le développement de l'arbre (voir aussi l'article sur l'arboriculture fruitière).
Si l'usager préfère extraire le compost (généralement pour pouvoir réutiliser la fosse et économiser de la place), il doit attendre environ un an pour que le compost se forme et qu'il n'y ait plus de pathogènes dans le contenu. Les œufs d'Ascaris sont un indicateur connu en raison de leur grande longévité. Étant donné la durée de vie moyenne de six mois pour une fosse d'Arborloo, il faut donc trois fosses en tout. Un système plus simple aboutissant au même résultat est la fossa alterna n'utilisant que deux fosses.

## Comparaison avec d'autres toilettes et impact environnemental
L'Arborloo est un système proche d'une part des latrines à fosse simple, d'autre part des toilettes écologiques et notamment des toilettes sèches. Il s'en distingue toutefois sur plusieurs points, notamment en étant un « système d'assainissement écologique intégré », autrement dit, des toilettes assurant à la fois la santé de l'usager et un retour des nutriments à l'environnement, tout en étant un des modèles de toilettes les plus simples et les moins chers existant. Le tableau ci-dessous compare l'Arborloo avec les toilettes que l'on rencontre couramment, à savoir les latrines conventionnelles (à fosse simple ou fosse humide), les toilettes écologiques, et les toilettes améliorées (à chasse d'eau et fosse septique par exemple).
| L'Arborloo par rapport...                                             | Avantages | Inconvénients |
| --------------------------------------------------------------------- | --- | --- |
| ... aux latrines conventionnelles                                     | - Pollution moindre de la nappe phréatique grâce à la faible profondeur (1,5 m maximum, contre plusieurs mètres). - Système écologique intégré, permettant la réutilisation des nutriments, limitant la pollution ultérieure, améliorant le sol et fournissant une alimentation de subsistance. - Souvent plus stable grâce à la fosse peu profonde, limite les risques d'effondrement. | - Nécessite un changement d'habitudes, avec déplacement des toilettes tous les six mois. - Occupe plus de place au sol après quelques années d'utilisation : quatre fosses après deux ans, une plantation après dix ans. Adapté uniquement aux zones rurales (quelques essais ont été faits dans les zones péri-urbaines). - Nécessite une volonté / demande pour l'agriculture de subsistance. - Ne permet pas d'utiliser d'eau pour le nettoyage anal ni les objets volumineux (épis de maïs, cailloux), pour permettre un compostage efficace. |
| ... aux autres toilettes écologiques                                  | - Pas besoin de séparation entre urine et fèces, et des tuyauteries associées (les toilettes écologiques séparent souvent l'urine pour améliorer le compostage, l'urine est utilisée pour arroser des plantes ou va avec les eaux usées). - Risques sanitaires bien moindres puisque les excréments ne sont pas manipulés (avec d'autres toilettes écologiques, il faut manipuler le compost à la main pour l'épandre sur les champs). - Nécessite moins de changements d'habitude de la part des usagers, ce qui, d'habitude, freine considérablement la demande. - Intègre toutes les dimensions de l'assainissement écologique en un seul système (voir diagramme ci-dessous). - Prix le plus faible parmi les toilettes écologiques. | - La pollution de la nappe phréatique reste possible si celle-ci est proche, contrairement aux toilettes à compost à chambres étanches. - Compostage moins efficace que pour un système chauffé, aéré et régulé, ce qui peut entrainer davantage de mauvaises odeurs. - Ne peut pas toujours être intégré au logement. |
| ... à des toilettes améliorées (à chasse d'eau, fosse septique, etc.) | - Système écologique intégré, permettant la réutilisation des nutriments, limitant la pollution ultérieure, améliorant le sol et fournissant une alimentation de subsistance. - Prix très faible. | - Considéré comme « au bas de l'échelle », « rustique », ce qui peut freiner la demande. L'Arborloo est principalement destiné à des zones rurales assez pauvres, où la défécation en plein air est encore beaucoup pratiquée. - Ne permet pas d'utiliser d'eau pour le nettoyage anal |

Diagramme de principe de l'assainissement écologique. L'Arborloo permet la réutilisation des fèces et la production de nourriture, tout en minimisant la pollution de l'eau.

L'impact environnemental de l'Arborloo ne se limite pas à une pollution réduite : en créant un sol riche et en permettant aux arbres d'avoir des racines profondes, il est particulièrement adapté aux terres arides. La terre enrichie conserve mieux l'eau de pluie, tandis que les racines limitent les éboulements des pentes. L'Arborloo est ainsi utilisé pour contrer la déforestation.
Pour les usagers, ses impacts sont multiples. Il apporte bien sûr les avantages de l'assainissement de base : réduction des maladies à transmission fécale-orale (diarrhées, typhoïde, choléra, hépatites) ou dues à un vecteur (filarioses), meilleure intimité et dignité, meilleure sécurité pour les femmes, confort accru, meilleur statut social. Puisqu'il s'agit d'un type de toilettes à très bas coût, il limite les investissements nécessaires dans l'infrastructure, tout en réduisant les dépenses de santé. Le coût initial est relativement réduit (moins de 20 $), et les coûts récurrents sont très faibles, à savoir l'entretien et la réparation de la superstructure, et l'éventuel cuvelage des nouvelles fosses tous les six mois.
L'arbre planté par la suite est généralement un arbre fruitier, qui permet de nourrir la famille et d'améliorer le régime alimentaire dans les zones pauvres. Il s'inscrit dans les programmes de relance de l'agriculture de subsistance dans les endroits où l'agriculture d'exportation occupe tout l'espace disponible. Il permet également d'utiliser un engrais efficace et gratuit, sans devoir acheter un engrais chimique. Enfin, suivant le type de fruits et l'abondance de la production, il est possible de vendre les fruits en surplus et donc d'obtenir un revenu ; pour toutes ces raisons, l'Arborloo a été promu par plusieurs ONG afin d'améliorer les moyens d'existence des communautés concernées, et de réduire la pauvreté à long terme.